# Sandesneben
Sandesneben ist eine Gemeinde im Kreis Herzogtum Lauenburg in Schleswig-Holstein östlich von Hamburg. Die Gemeinde ist Sitz des Amtes Sandesneben-Nusse.

## Geschichte
Sandesneben wurde 1230 als Zanzegnewe im Ratzeburger Zehntregister zum ersten Mal erwähnt. 1314 wurde die Marienkirche am Ort eingeweiht. Bei der Ämterreform 1889 wurde der Ort Sitz des Amtes Sandesneben. Am 1. Januar 2008 wurde das Amt Sandesneben mit dem Amt Nusse vereinigt, Hauptsitz des neuen Amtes ist Sandesneben.

## Politik

### Gemeindevertretung
Bei der Kommunalwahl am 14. Mai 2023 wurden insgesamt 13 Sitze vergeben. Von diesen erhielt die Wählergemeinschaft Sandesneben acht Sitze, die Freie Wählergemeinschaft Sandesneben drei Sitze und die Grünen zwei Sitze.

### Wappen
Blasonierung: „Unter einer gestürzten, gesenkten, eingeschweiften silbernen Spitze, darin ein blauer gotischer Messkelch mit flacher Schale, sechskantigem, verziertem Knauf und geschweift-ansteigendem, polygonalem Fuß, in Rot vorn ein silbernes Wagenrad, hinten zwei gekreuzte silberne Ähren.“

## Sehenswürdigkeiten
In der Liste der Kulturdenkmale in Sandesneben stehen die in der Denkmalliste des Landes Schleswig-Holstein eingetragenen Kulturdenkmale.
Kirche

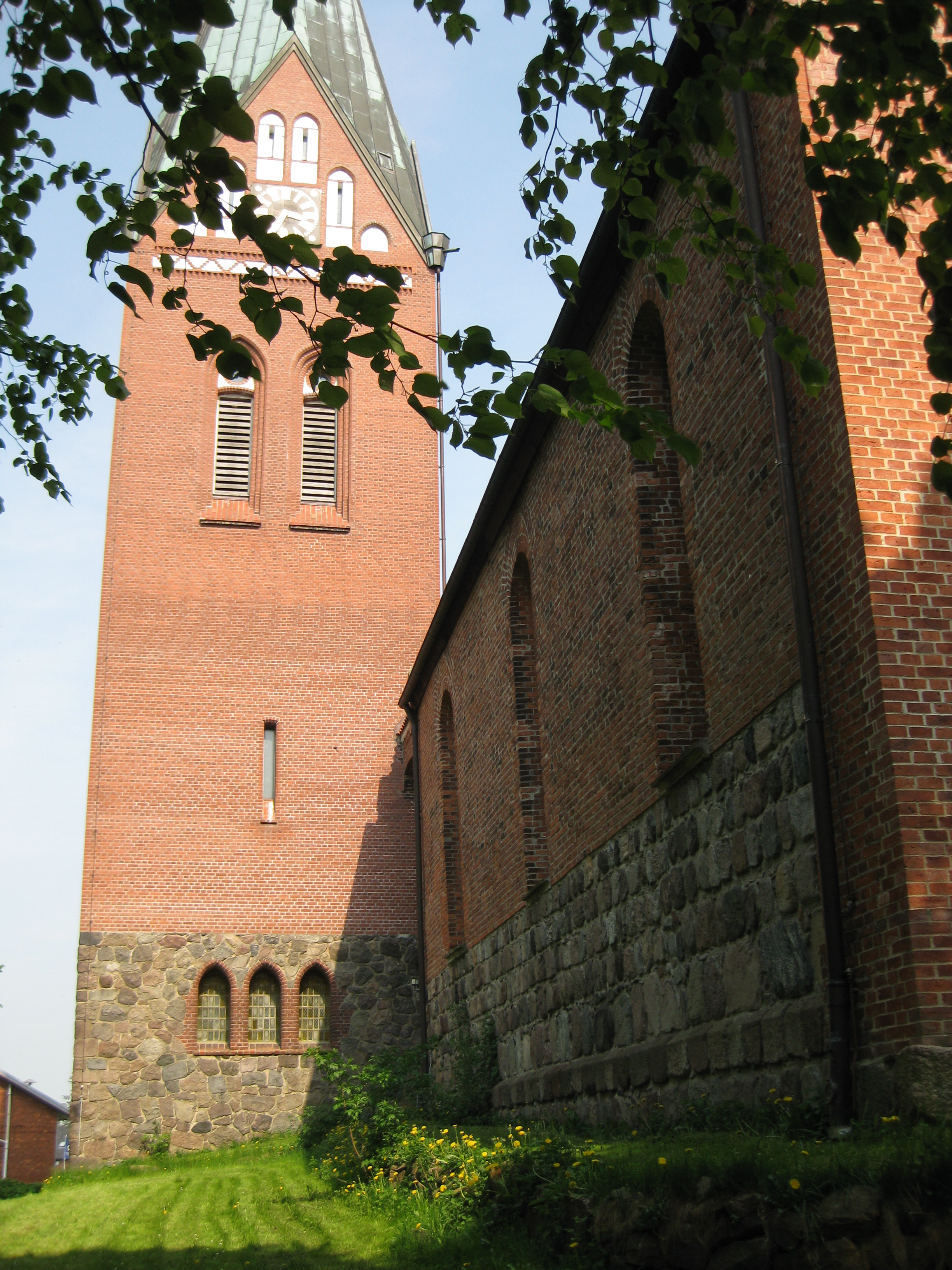
Marienkirche in Sandesneben

Die Marienkirche in Sandesneben geht auf das Jahr 1278 zurück. Ihr Altar wurde im Jahr 1314 durch den Ratzeburger Bischof Marquard von Jossow geweiht. Dies ist durch eine Urkunde aus dem gleichen Jahr belegt, die im Altar eingemauert war und 1636 gefunden wurde. Die Kirche steht im Dorf um gut zwölf Meter erhöht auf einem kleinen, steil aufragenden Hügel. Der frühere Fachwerkturm brannte 1878 nieder. Auch dieser Turm stand, genauso wie der 1906 erbaute neugotische Nachfolger, nicht westlich vor der Kirche, sondern im Osten der Nordseite des Schiffs. Zu ihren Pastoren zählt der Dichter Michael Christoph Brandenburg (* 1694), der hier von 1753 bis zu seinem Tod 1766 amtierte.